# Municipio de Eagle View
El municipio de Eagle View (en inglés: Eagle View Township) es un municipio ubicado en el condado de Becker en el estado estadounidense de Minnesota. En el año 2010 tenía una población de 131 habitantes y una densidad poblacional de 1,4 personas por km².

## Geografía
El municipio de Eagle View se encuentra ubicado en las coordenadas 47°6′55″N 95°38′12″O / 47.11528, -95.63667. Según la Oficina del Censo de los Estados Unidos, el municipio tiene una superficie total de 93.88 km², de la cual 81,02 km² corresponden a tierra firme y (13,7 %) 12,86 km² es agua.

## Demografía
Según el censo de 2010, había 131 personas residiendo en el municipio de Eagle View. La densidad de población era de 1,4 hab./km². De los 131 habitantes, el municipio de Eagle View estaba compuesto por el 47,33 % blancos, el 38,17 % eran amerindios y el 14,5 % eran de una mezcla de razas. Del total de la población el 0 % eran hispanos o latinos de cualquier raza.